# Over the Rainbow (film)
Pour les articles homonymes, voir Over the Rainbow.
Pour plus de détails, voir Fiche technique et Distribution.
Over the Rainbow (오버 더 레인보우) est un film sud-coréen réalisé par Ahn Jin-woo, sorti le 24 mai 2002.

## Synopsis
Jin-soo, un présentateur TV qui a partiellement perdu la mémoire à la suite d'un accident de la circulation, tente de se rappeler une fille dont il est supposé être amoureux et dont il n'a aucun souvenir. Sa recherche le mène à une amie du lycée, Yeon-hee. Cette dernière, qui travaille aux "objets trouvés" d'une station de métro, tente d'effacer de sa mémoire son dernier petit ami.

## Fiche technique
- Titre : Over the Rainbow
- Titre original : 오버 더 레인보우
- Réalisation : Ahn Jin-woo
- Scénario : Ahn Jin-woo et Jang Hyeok-rin
- Musique : Park Ho-jun
- Photographie : Kim Yeong-cheol
- Montage : Park Gok-ji
- Pays d'origine : Corée du Sud
- Langue : coréen
- Format : Couleurs - 1,85:1 - Dolby Digital - Format 35 mm
- Genre : Film dramatique, romance
- Durée : 109 minutes
- Date de sortie : 24 mai 2002 (Corée du Sud)

## Distribution
- Lee Jung-jae : Lee Jin-soo
- Uhm Ji-won : Kim Eun-song
- Gong Hyeong-jin : Kim Young-min
- Jang Jin-young : Kang Yeon-hee
- Jeong Chan : Choi Sang-in
- Park Yun-hyeon
- Kim Seo-hyeong
- Lee Yeong-ju
- Choi Jae-won